# Афанасово (Дмитровський міський округ)
Афана́сово (рос. Афанасово) — присілок у складі Дмитровського міського округу Московської області, Росія.

## Історія
1533 року за духовною грамотою Дмитровського князя Юрія Івановича Афанасово належало Борисоглібському монастирю.

## Населення
Населення — 12 осіб (2010; 14 у 2002).
Національний склад (станом на 2002 рік):
- росіяни — 93 %